# Harmony of the Seas (schip, 2016)
De Harmony of the Seas is een cruiseschip uit de Oasis class van Royal Caribbean International. Ze voer in maart 2016 haar eerste proefvaart uit. Samen met haar zusterschepen, de Symphony of the Seas, Oasis of the Seas en de Allure of the Seas, behoort ze tot de grootste passagiersschepen ter wereld. De schepen hebben onder andere een zwembad met drie glijbanen, die drie dekken lager uitkomen.
Het schip is 362 meter lang en 66 meter breed.
In totaal biedt het schip onderdak aan 6360 passagiers en 2394 bemanningsleden.

## Indeling
Het schip zal net zoals haar zusterschepen ingedeeld worden in 7 'buurten'.
- Boardwalk
- Royal Promenade
- Central Park
- Vitality at Sea Spa and Fitness Center
- Pool and Sports Zone
- Entertainment Place
- Youth Zone

## Routes
De Harmony of the Seas wordt ingezet vanuit Port Everglades bij Fort Lauderdale, Florida voor cruises naar de Bahama's en de Caraïben. Na de tewaterlating in het voorjaar van 2016 volgden enkele korte testcruises. Daarbij meerde ze op 24 mei 2016 af aan de Wilhelminakade in de haven van Rotterdam. Vervolgens volgde in de zomer van 2016 een aantal cruises op de Middellandse Zee vanuit Barcelona. Op 23 oktober 2016 begon het schip aan de Trans-Atlantische overvaart.

## Trivia
- Het schip dwong op 30 januari 2022 lanceerbedrijf SpaceX een Falcon 9-lancering met 24 uur uit te stellen door vlak voor de geplande lancering de veiligheidszone ten zuiden van Cape Canaveral in te varen. Het is zeer uitzonderlijk dat de bemanning een schip van dit formaat niet op de hoogte is van een door de kustwacht ingestelde veiligheidszone.[4]